# Amphissa cymata
Amphissa cymata är en snäckart som beskrevs av Dall 1916. Amphissa cymata ingår i släktet Amphissa och familjen Columbellidae. Inga underarter finns listade i Catalogue of Life.